# Wiktor Maniuchin
Wiktor Mitrofanowicz Maniuchin (ros. Ви́ктор Митрофа́нович Маню́хин, ur. 10 października 1934 w stanicy Rymariewo w rejonie żerdiewskim w obwodzie woroneskim, zm. 29 czerwca 2014 w Jekaterynburgu) – radziecki inżynier i działacz partyjny.

## Życiorys
W 1958 ukończył studia w Państwowym Uniwersytecie Technicznym im. Baumana w Moskwie i został inżynierem-mechanikiem w Uralskiej Fabryce Inżynierii Chemicznej - majster, kierownik grupy, kierownik biura konstruktorskiego, przewodniczący komitetu związkowego i sekretarz partyjnego komitetu fabrycznego. W 1963 ukończył studia na wydziale historii Wieczorowego Uniwersytetu Marksizmu-Leninizmu. Od sierpnia 1972 I sekretarz Czkałowskiego Rejonowego Komitetu KPZR w Swierdłowsku (obecnie Jekaterynburg), od czerwca 1975 II sekretarz Komitetu Miejskiego KPZR w Swierdłowsku. W listopadzie 1976, gdy kierownictwo Obwodowego Komitetu KPZR w Swierdłowsku objął Borys Jelcyn, Maniuchin został I sekretarzem Komitetu Miejskiego KPZR. Od maja 1983 sekretarz Komitetu Obwodowego KPZR w Swierdłowsku ds. inżynierii i przemysłu obronnego. Od stycznia 1985 II sekretarz Komitetu Obwodowego KPZR w Swierdłowsku, a gdy 12 lutego 1990 I sekretarz komitetu, Leonid Bobykin, przeszedł na emeryturę, Maniuchin przejął na 2 miesiące jego obowiązki. Od maja 1990 do grudnia 1992 zastępca Przedstawiciela Handlowego ZSRR/Federacji Rosyjskiej w Nigerii. Deputowany do Rady Najwyższej Rosyjskiej FSRR 10 kadencji i ludowy deputowany Rosyjskiej FSRR (1990-1993). Delegat na XVII i XVIII Zjazdy KPZR i XIX Wszechzwiązkową Konferencję KPZR.

## Odznaczenia
- Order Lenina (marzec 1981)
- Order Czerwonego Sztandaru Pracy (luty 1975)
- Order „Znak Honoru” (kwiecień 1971)
- Medal 100-lecia urodzin Lenina (listopad 1969)
- Medal „Weteran pracy” (październik 1987)
- Medal 40-lecia wyzwolenia Czechosłowacji przez Armię Radziecką (sierpień 1985)